# Campsurus decoloratus
Campsurus decoloratus is een haft uit de familie Polymitarcyidae. De wetenschappelijke naam van de soort is voor het eerst geldig gepubliceerd in 1861 door Hagen als Palingenia decolorata.
De soort komt voor in het Nearctisch gebied en het Neotropisch gebied.